# Cisticola guinea
Cisticola guinea é uma espécie de ave da família Cisticolidae.
Pode ser encontrada nos seguintes países: Camarões, Chade, Costa do Marfim, Gâmbia e Nigéria.
Os seus habitats naturais são: savanas áridas.